# Scialorrea
La scialorrea (chiamata anche ipersalivazione o ptialismo) è l'eccessiva produzione di saliva. È stata anche definita come una eccessiva quantità di saliva nella bocca. È un segno clinico che può essere causato dalla diminuzione della clearance di saliva. Può essere dovuta a difficoltà della deglutizione, causata da varie condizioni, tale che la saliva permane in bocca e tende a colare dalle labbra.

## Etimologia
Il termine scialorrea deriva dalla lingua greca sialon = saliva e reo = scorrere e pertanto letteralmente significa saliva che scorre (che cola).

## Aspetti di anatomia e fisiologia
La saliva è secreta dalle ghiandole salivari maggiori (due ghiandole parotidi, due ghiandole sottomandibolari e due ghiandole sottolinguali) e da svariate ghiandole minori. Le ghiandole sottomandibolare sottolinguale sono innervate dal nucleo salivatorio superiore attraverso il nervo intermedio e la corda del timpano. La parotide è invece innervata dal nervo timpanico, ramo del glossofaringeo, che trasporta fibre parasimpatiche secretorie del nucleo salivatorio inferiore.
Quotidianamente vengono prodotti circa 1,5 litri di saliva. Il 70% della produzione è a carico della ghiandola sottomandibolare e della sottolinguale. In caso di necessità interviene la ghiandola parotide che incrementa notevolmente la produzione salivare. La saliva contribuisce alla pulizia meccanica della bocca, all'omeostasi orale, alla regolazione del pH orale. Ha inoltre funzione batteriostatica e battericida. È importante nella formazione del bolo alimentare e l'enzima amilasi salivare, in essa contenuto, inizia la digestione degli amidi.
Il sistema nervoso parasimpatico innerva le tre ghiandole maggiori e ha funzioni di tipo stimolatorio. Il sistema simpatico determina invece la contrazione delle fibre muscolari intorno ai dotti salivari.

## Cause

### Eccessiva produzione
Condizioni che possono causare una sovrapproduzione di saliva sono:
- La gravidanza (tendenza alla scomparsa dopo il 4º mese di gestazione).
- Un eccesso di introduzione di amidi
- La malattia da reflusso gastro-esofageo[4]
- Pancreatite
- Epatopatie
- Afte della bocca
- Infezioni del cavo orale
- Fratture del condilo mandibolare
- Schizofrenia
- La sindrome serotoninergica

Farmaci che possono causare una sovrapproduzione di saliva sono:
- clozapina[5]
- olanzapina[6]
- pilocarpina[7]
- ketamina
- clorato di potassio
- risperidone[8]
- nitrazepam[9][10]

Questi farmaci provocano sonnolenza e lentezza dei movimenti e possono provocare una riduzione nella frequenza di deglutizione con conseguente accumulo di saliva in bocca. Sostanze tossiche che possono causare ipersalivazione includono: 
- mercurio
- rame
- organofosfati
- arsenico

### Ridotta clearance
Le cause di diminuzione della clearance di saliva sono:
- Infezioni (tonsilliti, ascesso retrofaringeo, ascesso peritonsillare, epiglottite e parotite).
- Patologie mascellari (frattura o dislocazione della mascella)
- Radioterapia
- Disturbi neurologici (miastenia grave, malattia di Parkinson[11], sclerosi laterale amiotrofica, sindrome di Down[12], paralisi cerebrale infantile[13], paralisi bulbare, paralisi bilaterale del nervo facciale, paralisi del nervo ipoglosso, rabbia).

## Manifestazioni cliniche
Come già visto la scialorrea è essa stessa un segno clinico correlato a numerosi altri problemi e patologie. Questa manifestazione può per altro dare luogo a una serie di complicazioni fisiche e psicosociali molto limitanti. Fra queste è il caso di segnalare la comparsa di fissurazioni, ragadi e screpolature periorali che si possono sovrainfettare. Inoltre tende ad associarsi a cattivo odore il che spesso porta a repulsione e stigmatizzazione sociale con un impatto spesso devastante per il paziente e i familiari.

## Trattamento
La scialorrea deve essere trattata innanzitutto cercando di curare o evitare la causa sottostante. Per tale motivo se la scialorrea è conseguenza dell'effetto di un farmaco, lo stesso dovrà essere sospeso e sostituito con altro medicamento. La terapia ottiene migliori risultati con un approccio multidisciplinare.
I logopedisti possono essere molto utili al paziente, valutando la deglutizione e le funzioni orali e impostando un trattamento riabilitativo-rieducativo adeguato.
I dentisti sono fondamentali nel valutare e curare eventuali malattie del cavo orale, dentali e no, come macroglossia, deglutizione atipica e posturologia associata, eventuali disturbi alle ghiandole salivari con diagnosi di eventuali scialoadeniti e scialodochiti, e problemi di malocclusione.
Gli otorinolaringoiatri si focalizzano sull'identificazione e correzione di cause di ostruzione aerodigestive (macroglossia e ipertrofia adenotonsillare) che possono contribuire alla ridotta clearance della saliva.
Il neurologo può essere coinvolto in caso di scialorrea secondaria a patologie neurologiche o coinvolgimento di nervi cranici. I trattamenti debbono essere offerti con gradualità al paziente, dai meno invasivi (terapie non chirurgiche) ai più invasivi.

### Farmaci anticolinergici
La scopolamina e il glicopirrolato si sono dimostrati efficaci nel ridurre la scialorrea, ma il loro utilizzo può essere gravato da diversi effetti collaterali (soprattutto ritenzione d'urina e visione offuscata).

### Tossina botulinica
Le iniezioni di tossina botulinica nella ghiandola parotide e nella ghiandola sottomandibolare si sono dimostrate sicure e molto utili. Purtroppo la loro efficacia va via via riducendosi con il trascorrere delle settimane. Questo fatto richiede che il paziente sia disponibile a sottoporsi a cicli di iniezioni.

### Interventi chirurgici
Esiste una varietà di interventi chirurgici che possono determinare un significativo incremento della qualità di vita del paziente affetto da scialorrea. Fra questi si ricorda la legatura dei dotti salivari oppure l'escissione della ghiandola parotide e/o sottomandibolare e/o sottolinguale. È anche possibile ricorrere alla denervazione delle ghiandole salivari intervenendo attraverso l'orecchio medio, dove decorre il plesso timpanico e la corda del timpano prima di sfioccarsi verso le ghiandole salivari maggiori. Va ricordato che a distanza di tempo (due anni o più) le fibre nervose possono rigenerare reinnervando le ghiandole.